# Nikanoria nitrariae
Nikanoria nitrariae är en stekelart som beskrevs av Zerova 1978. Nikanoria nitrariae ingår i släktet Nikanoria och familjen kragglanssteklar.
Artens utbredningsområde är Mongoliet. Inga underarter finns listade i Catalogue of Life.